# The American Magazine
The American Magazine era una pubblicazione periodica fondata nel giugno 1906, continuazione delle pubblicazioni fallite acquistate pochi anni prima dalla magnate dell'editoria Miriam Leslie. Il titolo originale, Frank Leslie's Popular Monthly, cominciò ad essere pubblicato nel 1876 e fu ribattezzato Leslie's Monthly Magazine nel 1904, e quindi rinominato di nuovo Leslie's Magazine nel 1905. Dal settembre 1905 al maggio 1906 è stato chiamato l'American Illustrated Magazine, poi accorciato American Magazine, fin quando la pubblicazione cessò nel 1956.